# Aeronca Tandem
Aeronca Tandem или Aeronca T Tandem — лёгкий двухместный самолёт общего назначения, выпускавшийся в США компанией Aeronautical Corporation Of America (в 1941 году сменила название на Aeronca Aircraft Inc.) с 1939 по 1941 год. Всего было выпущено 637 самолётов в нескольких модификациях.

## История
Изначально серия T проектировалась в Aeronca как альтернатива самолёту Piper J-3 Cub от Piper Aircraft, практически исключившего Aeronca с рынка экономкласса. Одним из самых главных требований при его проектировании была его дешевизна.
Однако в 1938 году стало ясно, что сдвинуть Piper с завоёванных позиций вряд ли удастся в ближайшее время. Aeronca закрепилась на рынке с моделью Aeronca 50 Chief и достаточно успешно эксплуатировала найденную нишу — не самых дешёвых, но и не дорогих самолётов. Над запуском серии T в производство нависла угроза.
Спасло Tandem была объявление президентом США Рузвельтом 27 декабря 1938 года программы обучения гражданских пилотов (англ. Civilian Pilot Training (CPT) program). Согласно этой программе в США должны были быть созданы и начать работу центры по подготовке гражданских пилотов, которые, в случае войны, могли бы выполнять вспомогательные функции в рядах ВВС, не требуя значительного времени на переподготовку. Такие центры должны были в короткие сроки обучить не менее 200000 пилотов по программе, рассчитанной на 72 часа налёта и 50 часов теории.
Aeronca стала одной из первых компаний, предоставивших для этой программы самолёт — в начале 1939 года Tandem пошёл в серийное производство и стал закупаться правительством США. Параллельно самолёт появился в свободной продаже. С 1940 году Aeronca выпускала и Tandem, и самолёт, практически не отличающийся от него, но имевший название Aeronca Defender. В 1941 году Aeronca переоборудовала самолёт для военных целей и начала поставки для ВВС США под названием Aeronca Grasshopper.
В настоящее время в различных музеях в США сохраняется не более 10 машин. Данных о том, может ли хоть одна из них подниматься в воздух — нет.

## Конструкция
Самолёт построен по схеме высокоплана. Ученик и инструктор размещались в кабине друг за другом. Управление при помощи ручки джойстика.
Хвост и фюзеляж сформированы при помощи сварных металлических труб. Внешняя поверхность формируется при помощи деревянных нервюр и лонжеронов, обтянутых плотной тканью. Крылья собираются также из алюминиевых конструкций, формирующих ячеистую поверхность, обтягиваемую тканью. Снизу крылья подпираются двумя металлическими подкосами каждое.
Шасси неубираемые, с управляющим хвостовым колесом.
Винт двухлопастной, деревянный, установлен в передней части фюзеляжа. Шаг винта неизменяемый

## Лётно-технические характеристики
Источник данных: Уголок неба

Технические характеристики
- Экипаж: 2 чел.
- Длина: 6,67 м
- Размах крыла: 10,67 м
- Высота: 2,74 м
- Площадь крыла: 15,60 м²
- Масса пустого: 379 кг
- Максимальная взлётная масса: 572 кг
- Силовая установка: 1 × ПД Lycoming O-145
- Мощность двигателей: 1 × 65 кВт

Лётные характеристики
- Максимальная скорость: 139 км/ч
- Крейсерская скорость: 126 км/ч
- Практическая дальность: 350 км
- Практический потолок: 3050 м

## Модификации
- Aeronca 50TC Tandem — базовая модель с двигателем Continental мощностью 50 л. с. Построено 16 экземпляров.
- Aeronca 50TL Tandem — модель с двигателем Lycoming. Построено 33 экземпляра.
- Aeronca 60T Tandem — модель с увеличенной до 60 л. с. мощностью двигателя. Построено 118 экземпляров, в том числе:
  - Aeronca 60TF Tandem — с двигателями Franklin
  - Aeronca 60TL Tandem — с двигателями Lycoming
- Aeronca 65TC Tandem — с двигателем Continental, мощностью 65 л. с. Построено 112 экземпляров, из них 12 были переоборудованы и поступили в распоряжение ВВС США[англ.] под названием L-3E и 1 под названием L-3J. Впервые упоминается название Aeronca L-3 Grasshoper.
- Aeronca 65TF Tandem — модель с мотором Franklin 4AC мощностью 65 л. с. 59 экземпляров построено.
- Aeronca 65TL Tandem — модель с мотором Lycoming O-145, 65 л. с. Построено 299 экземпляров. Во время Второй мировой войны использовались в качестве вспомогательной авиации ВВС США под названием L-3H.